# 南さつま市立万世特攻平和祈念館
南さつま市立万世特攻平和祈念館（みなみさつましりつ ばんせいとっこうへいわきねんかん）は、鹿児島県南さつま市にある戦争資料館である。

## 概要
太平洋戦争末期に特攻で戦死した万世陸軍飛行場の航空隊員201名を祈念し、1993年（平成5年）に開館した。昭和20年に万世飛行場で教官を務めた人物が中心となって、戦死した同志の慰霊のために設立された。
館内に展示されている零式水上偵察機は、1992年（平成4年）に吹上浜沖より引き上げられたもので、2011年（平成23年）には日本航空協会によって重要航空遺産に認定されている。
- 万世飛行場跡の空中写真（1947年）
万世特攻平和祈念館の東側に所在した。
国土交通省 国土地理院 地図・空中写真閲覧サービスの空中写真を基に作成